# Raven's Bourne
Raven's Bourne är ett vattendrag i Storbritannien.   Det ligger i grevskapet Greater London och riksdelen England, i den södra delen av landet, 20 km sydost om huvudstaden London.